# 乔治·格罗兹
乔治·格罗兹（德語：George Grosz，發音：[ɡʁoːs]；1893年7月26日—1959年7月6日），原名格奥尔格·埃伦弗里德·格罗斯（德語：Georg Ehrenfried Groß），德国艺术家，以其描绘20世纪20年代柏林生活的漫画绘画而闻名。他是魏玛共和国时期柏林达达主义和新即物主義团体的杰出成员。早年在德累斯顿学习，多是讽刺资本主义和军国主义的作品。1933年移居美国，1938年入籍美国。他放弃了早期作品的风格和题材，定期举办展览，并在紐約藝術學生聯盟任教多年。1959年，他回到柏林，不久去世。